# 이두초등학교 비안분교
이두초등학교 비안분교는 대한민국 경상북도 의성군 비안면에 있었던 초등학교 분교이다.

## 연혁
- 1908년 4월 12일 사립 병산학교(屛山學校) 설립
- 1912년 3월 12일 4년제 비안공립보통학교 설립 인가
- 1924년 4월 1일 6년제 개편
- 1938년 4월 1일 비안공립심상소학교 개편
- 1941년 4월 1일 비안공립국민학교 개편
- 1981년 3월 1일 병설유치원 개원
- 1996년 3월 1일 비안초등학교 개편
- 1999년 9월 1일 이두초등학교 분교장 격하 편입
- 2008년 3월 1일 폐교 및 이두초등학교 통폐합